# 耶廷根
耶廷根是德国巴登-符腾堡州的一个市镇。总面积21.11平方公里，总人口7492人，其中男性3689人，女性3803人（2011年12月31日），人口密度355人/平方公里。